# Ribnjak (rijeka)
Ribnjak je hrvatska rječica u Karlovačkoj županiji, lijeva pritoka Dobre. Izvire u blizini Trošmarije i bivšeg naselja Munjasi. Duga je samo 3,5 km, ali je široka. Protječe kroz naselja Trošmarija i Otok na Dobri. Preko rijeke kod Otoka na Dobri vodi istoimeni most na županijskoj cesti Ž3175.